# Günther von Griesheim
Günther von Griesheim (* 1635; † 1718) war ein sachsen-zeitzischer Stiftsrat, Domherr in Naumburg (Saale) und Rittergutsbesitzer.

## Leben

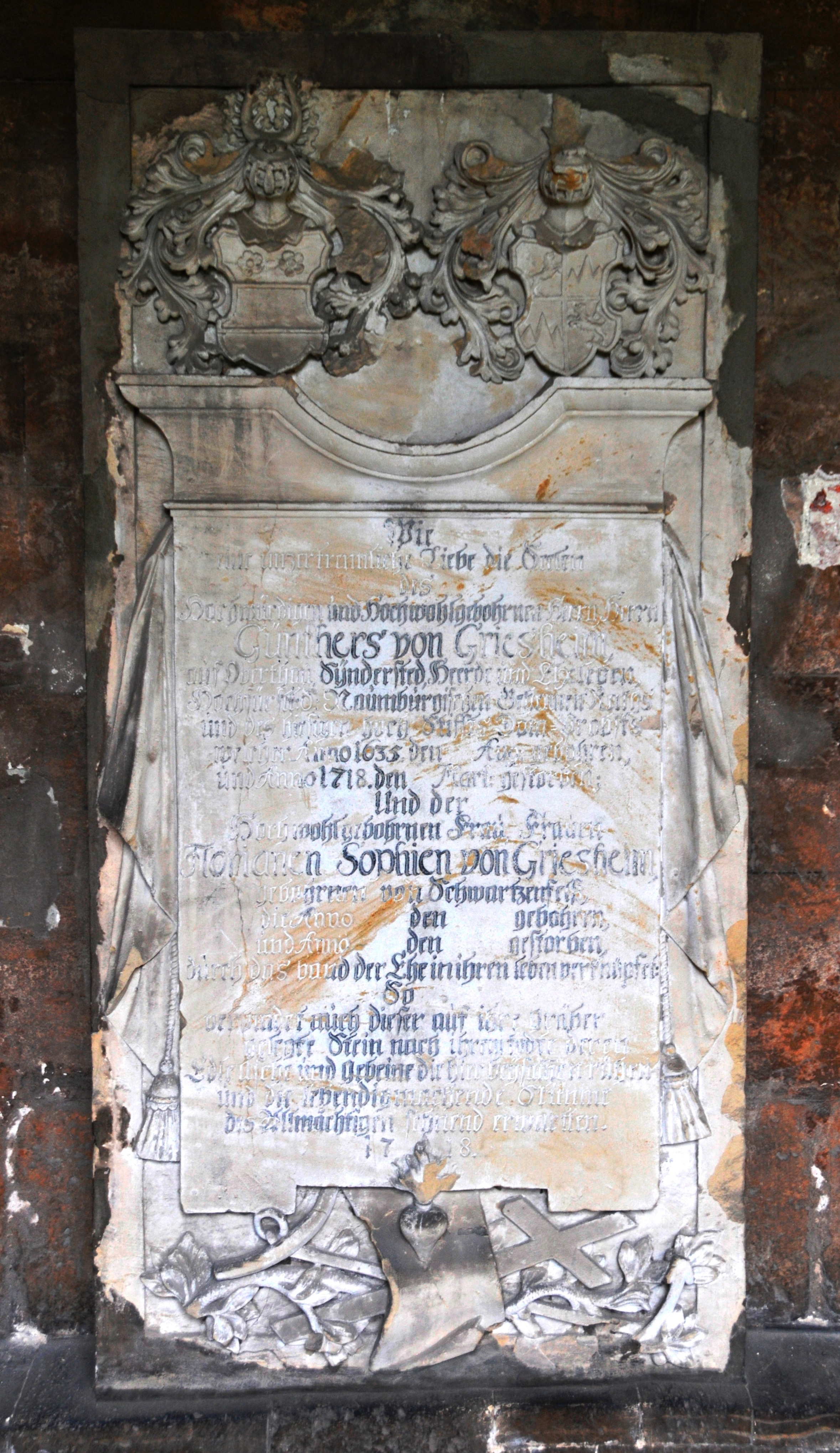
Grabplatte des Günther von Griesheim im Kreuzgang des Naumburger Doms

Er stammte aus dem  thüringischen Uradelsgeschlecht von Griesheim und war der Sohn von Wolf Melchior von Griesheim, schwarzburgischer Rat und Oberamtmann in Arnstadt. Wie viele seiner Familienangehörigen trat er in den Dienst der Wettiner. In der Sekundogenitur Sachsen-Zeitz wurde er im Hochstift Naumburg-Zeitz Stiftsrat und gleichzeitig Domherr in Naumburg, nachdem er zuvor dort Senior und Kantor war.
Neben dem elterlichen Gut Synderstedt kaufte er 1695 von der Familie von Zweymen deren  zum Verkauf stehendes verschuldete Rittergut Oberhof in Oberthau im Herzogtum Sachsen-Merseburg. Auf diesem Gut lebte er gemeinsam mit seiner Familie. Im 66. Lebensjahr entschied er sich, aus Altersgründen den Oberhof Oberthau im Jahre 1701 seinen sechs Söhnen Christian, Johann Ernst, Augustus, Philipp Günther, Johann Heinrich und Anton Carl von Griesheim zu überlassen. 1702 starb sein Sohn Johann Ernst von Griesheim als Hauptmann im Weimarischen Regiment unter General von Bibra im italienischen Dulce. 
Als 1718 Günther von Griesheim starb, wurde er im Naumburger Dom beigesetzt. Noch heute ist dort im Kreuzgang seine barocke Grabplatte erhalten. Der Name seiner Ehefrau Sophia geborene von Schwartzenfels ist schon in der Platte eingraviert, jedoch fehlen ihre Geburts- und Sterbedaten. Die Familie verzichtete wahrscheinlich aus Kostengründen darauf.
Von seinen Söhnen wurde Anton Carl von Griesheim († 1753 in Weimar) der bekannteste. Er war Wirklicher Geheimer Rat, Regierungs- und Oberkonsistorialpräsident sowie des gemeinschaftlichen Hofgerichts zu Jena verordneter Hofrichter sowie Ordensritter des sachsen-weimarischen und sachsen-eisenacher Ritterordens de la Vigilance.